# Sangue bollente
Sangue bollente (Heißes Blut) (o Großstadtversuchungen) è un cortometraggio muto del 1911 diretto da Urban Gad e interpretato da Asta Nielsen.

## Trama
Jonna è una donna sposata, madre di una bambina: ciò non le impedisce di iniziare una relazione con il proprio autista. Quando il marito di Jonna scopre la tresca, licenzia in tronco lo chauffeur e chiede il divorzio. Per la donna, inizia una vita di povertà e di stenti. Ridotta a rubare, viene sorpresa sul fatto e denunciata alla polizia dal suo ex marito. La figlia malata, tuttavia, riconosce la madre e la vuole accanto a sé. Jonna si pente della sua condotta, il marito la perdona e la famigliola torna a riunirsi.

## Produzione
Il film fu prodotto dalla Deutsche Bioscop GmbH per Projektions-AG Union (PAGU).

## Distribuzione
Distribuito dalla Projektions-AG Union (PAGU), il film uscì nelle sale cinematografiche danesi il 17 aprile 1911. In Germania, venne presentato in prima a Berlino il 22 aprile 1911. Distribuito sul mercato internazionale con il titolo inglese Burning Blood, in Italia venne distribuito dalla Scalzaferri nel 1915. Nei Paesi Bassi prese il titolo Heet bloed. Negli Stati Uniti dove fu distribuito dalla G.W. Bradenburgh, quello di Gipsy Blood.